# ウラハグサ
ウラハグサ（Hakonechloa macra）は、イネ科に属する日本固有種の植物である。別名をフウチソウ（風知草）ともいう。葉の色に様々なバリエーションがあり、観葉植物として知られる。

## 概要
学名の「ハコネクロア（Hakonechloa）」とは「Hakone（箱根）のchloe（草）」を意味し、箱根近辺に多く見られることから名付けられた。macra は、「長い」を意味する。草丈は最大70cmくらいになる。ウラハグサは、葉は本来裏となるべく面の方が上（表）を向いており、表となる部分が下（裏）になり、表裏あべこべになっていることから名付けられた。
Hakonechloa macra var. aureolaはオウゴンフウチソウ（黄金風知草）としてガーデニングに使われる。

## 特徴

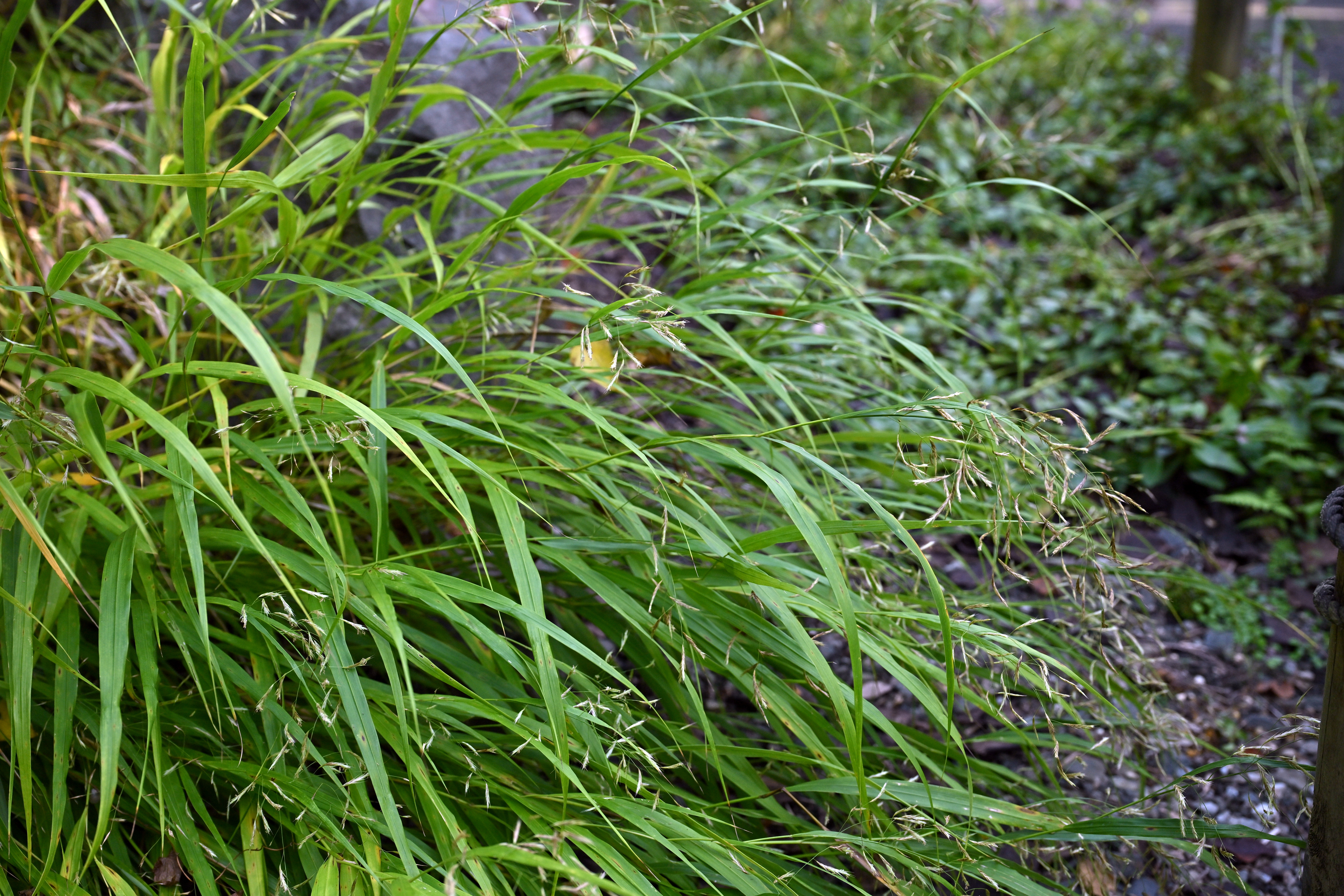
ウラハグサ（筑波実験植物園）

長い匍匐茎を持つ多年生草本。匍匐茎は光沢のある鱗片葉に包まれている。茎は長さ40-70cmで、斜めか垂れ下がる。茎は節ごとに膝折れになり、細くて硬い。葉身は長さ10-25cm、幅は5-10mm、表面は色っぽい緑で光沢がなく、裏面は緑色で光沢がある。葉は基部でよじれるようにして裏面が上、表面が下を向き、そのため裏面が表面であるように見え、葉の色もこれに対応している。
葉鞘は葉身より短く、葉舌の部分には微小な毛の列がある。
花期は8-10月。花序は円錐花序をなし、茎の先から出て長さ5-10cmで先端が垂れる。花序の主軸の各節からは側枝が二本ずつ出て、そこにまばらに小穂をつける。小穂は黄緑色、時に紫を帯びて長さ1-2cmで、5-10個の両性小花を含む。二枚の包穎は護穎より短く、それぞれ大きさがやや異なる程度で1-3脈を持つ。小花の基盤が柄のような形に伸びて長さ2mm、そこに長い毛を生じる。護穎は長さが6-7mmで、二つ折り状態で小花全体を包む。3脈があって縁にまばらな毛があり、先端は両側に小さな二歯があって、その間から直立する芒が伸びる。芒の長さは護穎の1/2-4/5に達する。内穎は護穎よりやや短い。

## 分布と生育環境
日本固有種で本州の太平洋岸地域、神奈川県から和歌山県にかけて分布する。
山間部落葉樹林地域で谷添いの岩の上に群生し、垂れ下がって群生する。分布域内での生育数は少なくない。

## 分類
本種は本属唯一の種であり、ウラハグサ属は単型属である。
小花の基部が柄のようになって長毛を持つ点はヨシ属と共通する点であり、この種をヨシ属に含めた例もある。ただ、ヨシ属ではその長毛が白くて小穂を包むほどになるが、この種ではそこまで発達することはない。
なお、この種を新属であると認め、命名したのは牧野富太郎である。彼は1912年に和文で、1914年に英文でこの学名を用いたが、記載が欠けていた。そのため1930年に本田正次がラテン語の記載文を書いた。そのため、日本では古くは属の記載者を Makino とし、国外では属の記載者と、種の記載者おもHondaとする例もある。長田はこの種の記載者については Makino ex Honda とすべきと述べている。

## 変種
- シラキンウラハグサ H. macra fo. albo-aurea
- H. macra var. albo-marginata
- ギンウラハグサ H. macra var. albo-variegata
- オウゴンフウチソウ H. macra var. aureola

## 類似種
葉が裏表になる点、岩上に群生する点などで独特ではあるが、穂のない段階ではヒメノガリヤスがそれらの点で共通し、分布域もしっかり重なる。穂が出れば区別は明確だが、葉だけの状態でもヒメノガリヤスは根茎が短いこと、葉舌がはっきりと存在することなどで区別は出来る。穂が出れば、ヒメノガリヤスの小穂は5mm程度と遙かに小さい。